# عصرانية
العصرانية ويعرفها البعض بـ التوفيقية هي اتجاه يعمد إلى تطويع أحكام الدين ونصوصه إلى حاجات العصر، وعمدتهم في ذلك ما تؤديه إليه عقولهم مما يعتبره مصلحة يوجب تقديمها بحجة روح الإسلام، ومقاصد الدين، وضرورياته. وفيما يخصها فهناك عدة تعريفات لها: اتجاه يقدم العقل على النقل، ويجعل العقل مصدراً من مصادر الدين، ومُحَكَماً في النصوص. إنها وجهة نظر في الدين مبنية على الاعتقاد بأن التقدم العلمي، والثقافة المعاصرة تستلزم إعادة تأويل التعاليم الدينية التقليدية على ضوء المفاهيم الفلسفية والعلمية السائدة. كما هي مذهب فكري يزعم أنه يمكن الوصول إلى معرفة طبيعة الكون والوجود عن طريق الاستدلال العقلي بدون الاستناد إلى الوحي، أو التجربة البشرية، وإخضاع كل شي في الوجود للعقل لإثباته، ونفيه، وتحديد خصائصه.